# Nép Barátja
A Nép Barátja a magyar kormány által támogatott néplap volt a szabadságharc idején. Első száma 1848. június 4-én, utolsó száma 1849. június 10-én jelent meg. A lapot Pest ellenséges megszállása idején Debrecenben nyomtatták.
Egy "népújság" megindítása már 1848. áprilisában felmerült. Ekkor Tóth Gáspár szabómester, pesti polgár felajánlotta, hogy előfizet 100 példányra - ezután pedig hamarosan további 3400 aláírót, előfizetőt szerzett a pesti polgárok közül. A lap megalapítása érdekében egy választmányt küldtek ki, amelynek - többek között - Petőfi, Vörösmarty, Sükei, Táncsics, Nyáry Pál és Fényes Elek is tagja volt. A lapot Landerernél nyomtatták.
A Nép Barátja célja a parasztok felvilágosítása és a népnek az áprilisi törvények védelmére való mozgósítása volt. Igen nagy példányszámban jelent meg hetente egyszer, s kiadták németül, szlovákul, románul és horvátul Der Volksfreund, Prjatel Ludu, Amiculu Poporului, illetve Pucki Priatelj néven.
A lap szerkesztője Vas Gereben volt, mellette dolgozott társszerkesztőként Arany János is 1849 márciusáig, és több cikke is megjelent benne. A lap közölte Petőfi Sándor több versét is.